# Maninni

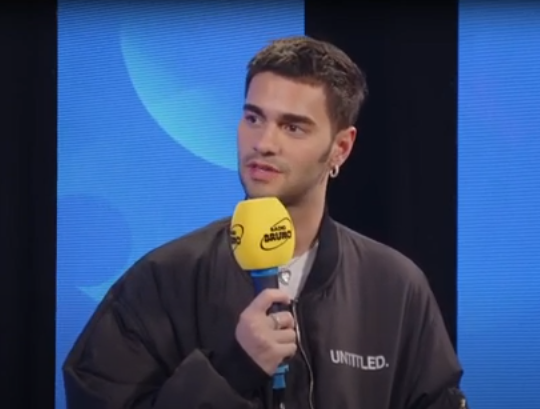
Maninni beim Sanremo-Festival 2024

Maninni (* 19. Dezember 1997 als Alessio Mininni in Bitetto) ist ein italienischer Popsänger.

## Werdegang
Maninni begann seine Karriere 2017 mit der Veröffentlichung der Single Parlami di te. Erste Aufmerksamkeit in der italienischen Indie-Pop-Szene erhielt er 2021 mit dem Lied Senza. Er wechselte zum Major-Label Sony und veröffentlichte dort Ende 2021 die Single Bari NY. 2022 nahm er am Wettbewerb Sanremo Giovani teil, schied dort aber mit dem Lied Mille porte im Finale aus. Danach hatte er mehrere Festivalauftritte und trat im Vorprogramm von The Kolors auf. 2024 nahm er mit dem Lied Spettacolare am Sanremo-Festival teil.

## Belege
1. ↑  Chartquellen: IT
2. ↑  Maninni: età, passione per Pink Floyd e Cremonini, (breve) partecipazione ad "Amici". Chi è il Big in gara a Sanremo 2024. In: Il Messaggero. 6. Februar 2024, abgerufen am 7. Februar 2024 (italienisch).
3. 1 2  Chi è Maninni, il cantante in gara a Sanremo 2024. In: Rockol.it. 3. Dezember 2023, abgerufen am 3. Dezember 2023 (italienisch).
4. ↑  Maninni: in attesa del nuovo singolo prosegue con successo, tra concerti, Festival e l'apertura ai The Kolors, l'estate 2023. In: All Music Italia. 8. August 2023, abgerufen am 3. Dezember 2023 (italienisch).

| Personendaten    | Personendaten                  |
| ---------------- | ------------------------------ |
| NAME             | Maninni                        |
| ALTERNATIVNAMEN  | Mininni, Alessio (Geburtsname) |
| KURZBESCHREIBUNG | italienischer Popsänger        |
| GEBURTSDATUM     | 19. Dezember 1997              |
| GEBURTSORT       | Bitetto                        |